# Vesikko
Vesikko byla pobřežní konvenční ponorka finského námořnictva. Ve službě byla v letech 1934–1947. Po vyřazení byla přeměněna na muzejní loď.

## Stavba

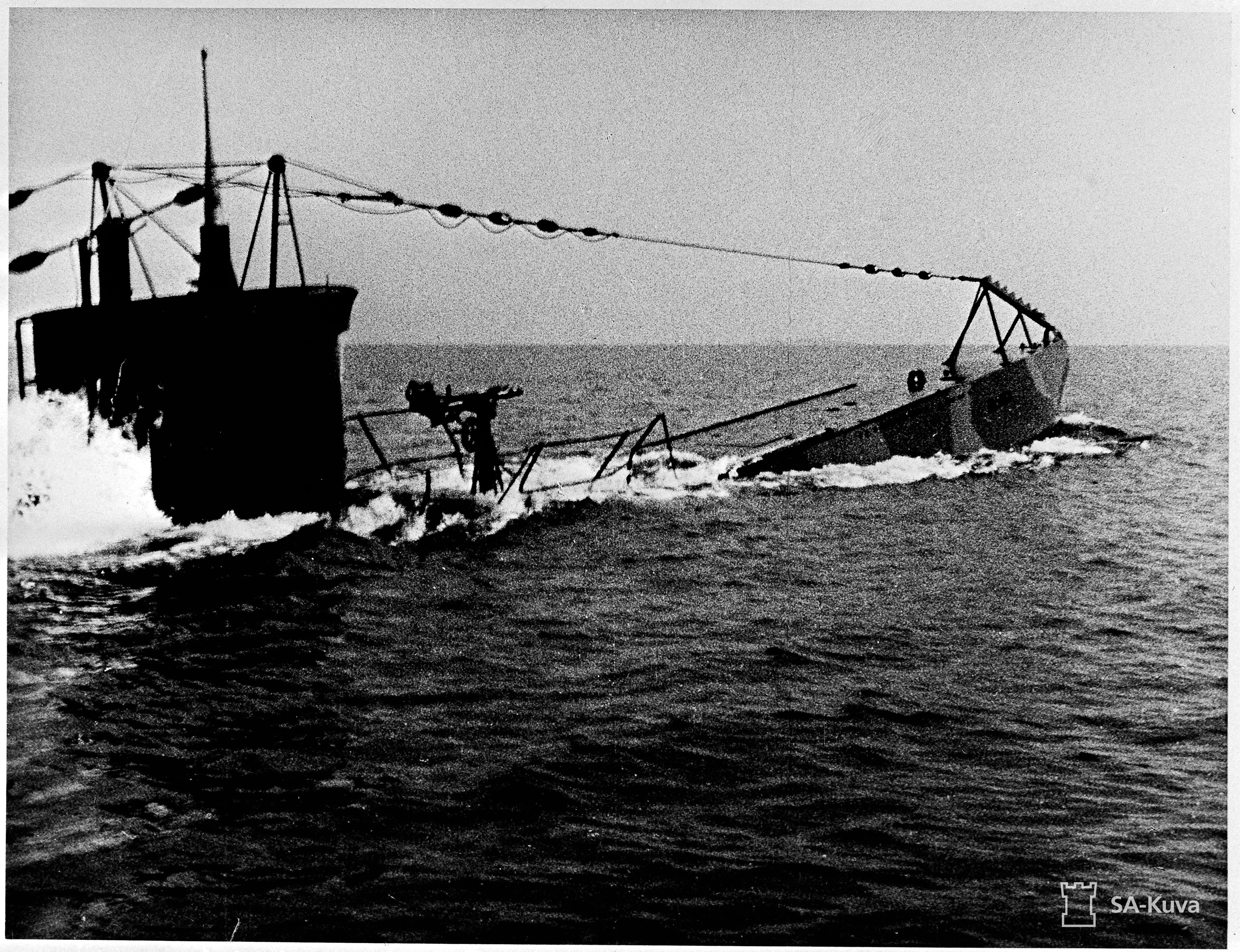
Vesikko

Stejně jako u všech finských ponorek byla Vesikko navržena německými inženýry. Navrhla ji nizozemská společnost Ingenieurskantoor voor Scheepsbouw (I.v.S), která však byla loutkovou německou společností, umožňující Německu zachování znalosti stavby ponorek navzdory zákazu jejich vývoje Versailleskou smlouvou. Ponorka tak byla zároveň prototypem německých ponorek typu II. Postavila ji loděnice Crichton-Vulcan v Turku. Stavba byla zahájena 1. srpna 1931, ponorka byla spuštěna na vodu 10. května 1933 a v dubnu 1934 byla uvedena do služby.

## Konstrukce

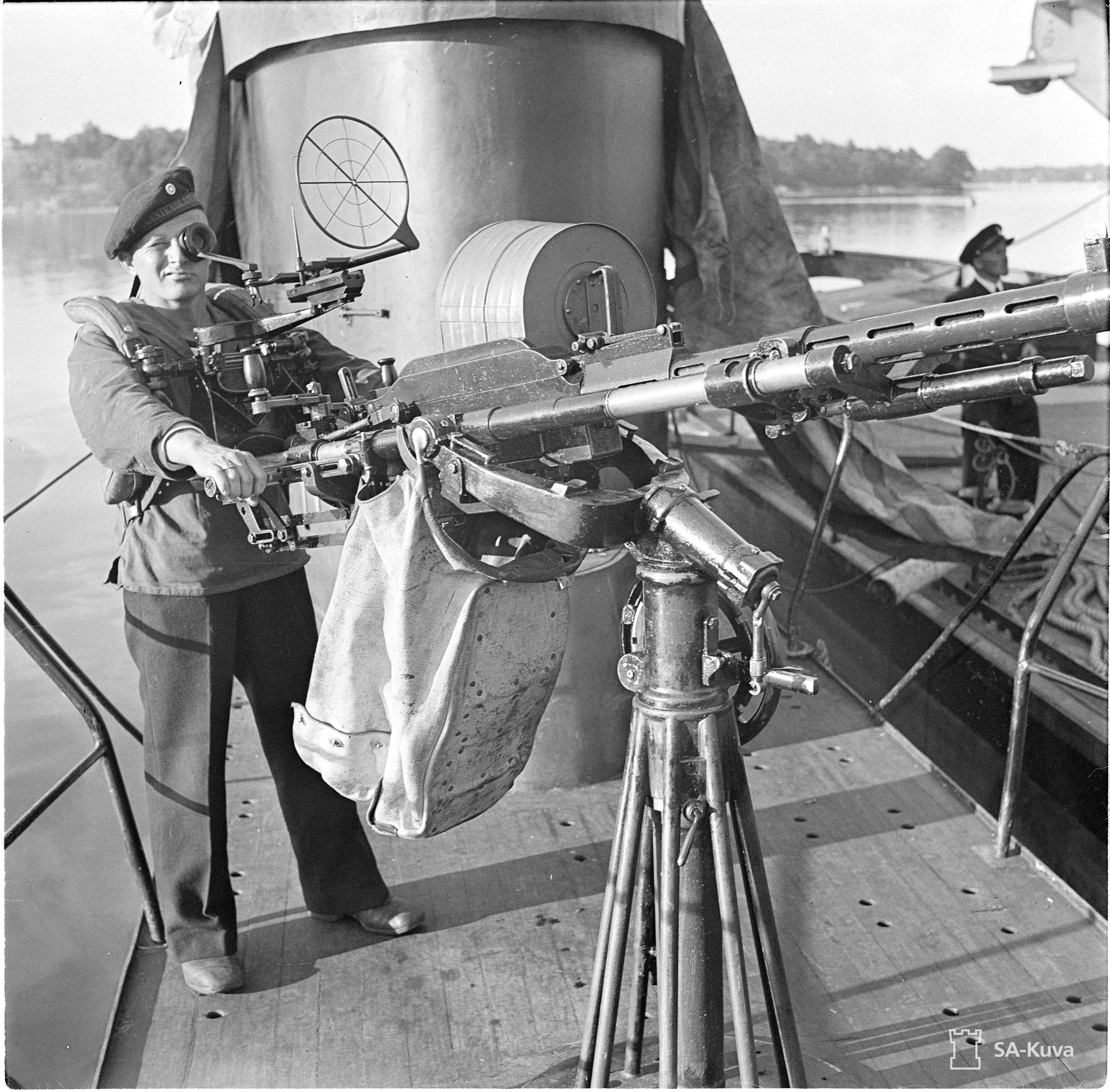
Vesikko

Ponorka byla vyzbrojena třemi příďovými 450mm torpédomety se zásobou 5 torpéd, jedním 20mm kanónem a jedním 7,62mm kulometem. Pohonný systém tvořily dva diesely MAN o celkovém výkonu 700 hp a dva elektromotory o celkovém výkonu 360 hp. Lodní šrouby byly dva. Nejvyšší rychlost dosahovala 13 uzlů na hladině a 8 uzlu pod hladinou. Dosah byl 1500 námořních mil při 13 uzlech na hladině a 50 námořních mil při rychlosti 5 uzlů pod hladinou. Operační hloubkový dostup byl 90 metrů.

## Operační služba

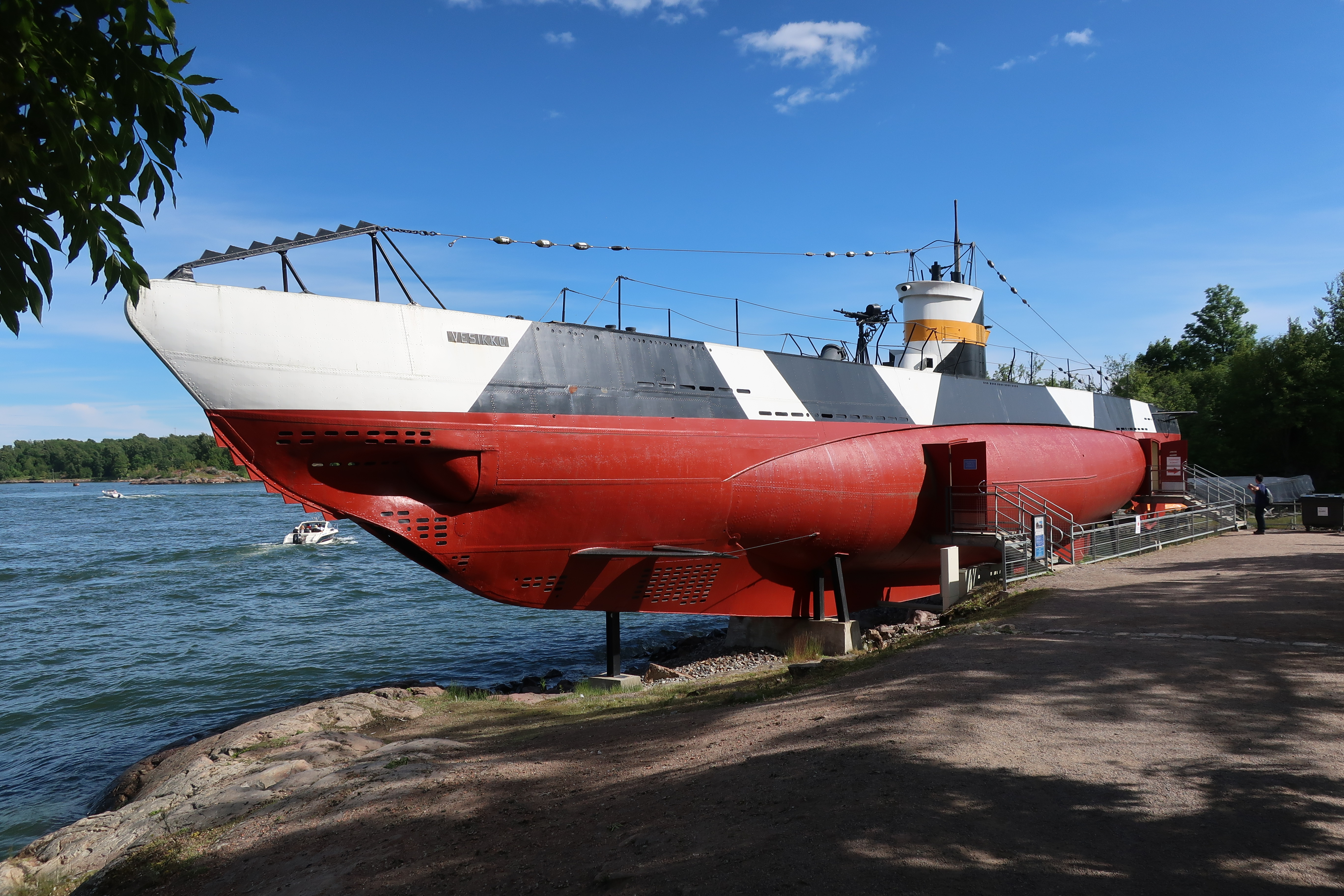
Vesikko

Po zařazení do služby Vesikko sloužila pro tajný výcvik německých ponorkových posádek. Finskému námořnictvu byla předána v lednu 1936. Byla bojově nasazena za zimní války a pokračovací války v letech 1939–1944. V červenci 1941 potopila sovětskou obchodní loď Vyborg. Po válce bylo Finsku zakázáno vlastnit ponorky, a proto byla Vesikko roku 1947 vyřazena. Na rozdíl od ostatních finských ponorek nebyla sešrotována, ale roku 1959 předána muzeu. Po nákladné opravě byla dne 9. července 1973 zpřístupněna jako muzejní loď na ostrově Susisaari (Suomenlinna u Helsinek). Ponorka je součástí tamního vojenského muzea.